# 51-й отдельный батальон связи
51-й отдельный батальон связи — воинская часть в РККА вооружённых сил СССР во время Великой Отечественной войны. Во время войны существовало четыре различные формирования под одним и тем же номером.

## 51-й отдельный батальон связи6-го стрелкового корпуса
Сформирован в Сибирском военном округе летом 1942 года.
В составе действующей армии с 04.10.1942 по 19.04.1942
Являясь корпусным батальоном связи 6-го стрелкового корпуса повторил его боевой путь, обеспечивая связь под городами Белый и Великие Луки
19.04.1943 года в Гжатске преобразован в 116-й гвардейский отдельный батальон связи 19-го гвардейского стрелкового корпуса

## 51-й отдельный батальон связи 63-й горнострелковой дивизии
В составе действующей армии с 25.12.1941 по 14.06.1942
Являлся дивизионным батальоном связи 63-й горнострелковой дивизии, повторил её боевой путь, по-видимому уничтожен в Крыму, расформирован вместе с дивизией.

## 51-й отдельный батальон связи 63-й стрелковой дивизии 1-го формирования
Переименован из отдельного батальона связи 8-й мотострелковой дивизии НКВД 14.07.1942 года
В действующей армии c 14.07.1942 года по 27.11.1942 года
Являлся дивизионным батальоном связи 63-й стрелковой дивизии, повторил её боевой путь.
27.11.1942 преобразован в 116-й гвардейский отдельный батальон связи

## 51-й отдельный батальон связи 63-й стрелковой дивизии 2-го формирования
Переименован из 649-й отдельной роты связи 63-й стрелковой дивизии 05.11.1944 года
В действующей армии c 05.11.1944 по 19.04.1945 и с 09.08.1945 по 03.09.1945 года
Являлся дивизионным батальоном связи 63-й стрелковой дивизии, повторил её боевой путь.

## См.также
- 6-й стрелковый корпус
- 63-я горнострелковая дивизия
- 63-я стрелковая дивизия 1-го формирования
- 63-я стрелковая дивизия 2-го формирования